# Liste des maires de Guingamp
Cet article dresse une liste par ordre de mandat des maires de Guingamp.

## Liste des maires

### Sous l'Ancien Régime
| Période                                  | Période | Identité                                     | Étiquette | Qualité                                                                                         |
| ---------------------------------------- | ------- | -------------------------------------------- | --------- | ----------------------------------------------------------------------------------------------- |
| Les données manquantes sont à compléter. |         |                                              |           |                                                                                                 |
| 1380                                     |         | Colin David                                  |           |                                                                                                 |
| 1388                                     |         | Guillaume Le Breton                          |           |                                                                                                 |
| 1389                                     |         | Raoul Duault                                 |           |                                                                                                 |
| 1390                                     |         | Jehan Raoul                                  |           |                                                                                                 |
| 1391                                     |         | Henry Le Cozic                               |           |                                                                                                 |
| 1392                                     |         | Geoffroy Le Vaillant                         |           |                                                                                                 |
| 1393                                     |         | Jehan Le Corre                               |           |                                                                                                 |
| 1403                                     |         | Guillaume Dian                               |           |                                                                                                 |
| 1414                                     |         | Jehan Larreour                               |           |                                                                                                 |
| 1415                                     |         | Yvon de Launoy                               |           |                                                                                                 |
| 1423                                     |         | Jehan Fleuriot                               |           |                                                                                                 |
| 1469                                     |         | Jehan Fleuriot                               |           | Seigneur de Kergoër                                                                             |
| Les données manquantes sont à compléter. |         |                                              |           |                                                                                                 |
| 1565                                     |         | René Chaillou                                |           |                                                                                                 |
| Les données manquantes sont à compléter. |         |                                              |           |                                                                                                 |
| 1574                                     |         | Yves Jegou                                   |           |                                                                                                 |
| 1575                                     |         | Pierre Jourin                                |           |                                                                                                 |
| 1576                                     |         | Christophe Callays                           |           |                                                                                                 |
| 1577                                     |         | Henry Bobony                                 |           |                                                                                                 |
| 1578                                     |         | Philippe Chaillou                            |           |                                                                                                 |
| 1579                                     |         | Jean Le Bras                                 |           |                                                                                                 |
| 1580                                     |         | Pierre Jourin                                |           |                                                                                                 |
| Les données manquantes sont à compléter. |         |                                              |           |                                                                                                 |
| 1611                                     |         | Michel Chaillou, sieur du Ruporzou           |           |                                                                                                 |
| 1612                                     | 1613    | Jacques Fougeré, sieur du Moulinet           |           |                                                                                                 |
| Les données manquantes sont à compléter. |         |                                              |           |                                                                                                 |
| 1621                                     |         | Pierre Bobony, sieur de Rosmanach            |           | Fils d'Henry Bobony et gendre de Jacques Fougeré                                                |
| Les données manquantes sont à compléter. |         |                                              |           |                                                                                                 |
| 1627                                     |         | Yves Chaillou, sieur de Kermouster           |           |                                                                                                 |
| Les données manquantes sont à compléter. |         |                                              |           |                                                                                                 |
| 1656                                     |         | Guyomar Bonony                               |           | Fils de Pierre Bobony                                                                           |
| Les données manquantes sont à compléter. |         |                                              |           |                                                                                                 |
| 1705                                     | 1709    | Claude Gabriel Calais, sieur de Lespoul      |           |                                                                                                 |
| 1709                                     | 1709    | Philippe Dessaulnay, sieur de Kermeur        |           |                                                                                                 |
| 1711                                     | 1712    | Cyprien Bertherand, sieur de Kermebel        |           |                                                                                                 |
| 1713                                     | 1714    | Louis Binet, sieur de la Villéon             |           |                                                                                                 |
| 1715                                     | 1716    | Robert Fougeré                               |           |                                                                                                 |
| 1717                                     | 1718    | Claude Chaillou, sieur de Kernéis            |           |                                                                                                 |
| 1719                                     | 1720    | Gilles Gaultier, sieur de Pencrec'h          |           |                                                                                                 |
| 1721                                     | 1722    | Pierre Arthur Landois, sieur de Kergoff      |           |                                                                                                 |
| 1723                                     | 1724    | Gilles Gaultier, sieur de Pencrec'h          |           |                                                                                                 |
| 1725                                     | 1726    | Escuyer Jean Le Nepvou de Carfort            |           |                                                                                                 |
| 1727                                     | 1730    | Jean Hyacinthe Landais                       |           |                                                                                                 |
| 1731                                     | 1732    | Jean Claude de Roquancourt                   |           |                                                                                                 |
| 1732                                     |         | Pierre François Calais                       |           |                                                                                                 |
| 1738                                     |         | Claude Le Gendre, sieur du Chef du Bois      |           |                                                                                                 |
| 1740                                     | 1741    | Toussaint Limon                              |           |                                                                                                 |
| 1749                                     | 1752    | Guillaume Guyomar Bobony, sieur de Rosmanach |           | Petit-fils de Guyomar Bonony                                                                    |
| 1753                                     | 1754    | Yves Coquillou                               |           |                                                                                                 |
| 1755                                     |         | Charles Durand                               |           |                                                                                                 |
| 1766                                     |         | Yves Limon                                   |           |                                                                                                 |
| 1770                                     | 1783    | Yves Ange Le Mat                             |           |                                                                                                 |
| 1784                                     | 1789    | Joseph Le Normant de Kergré                  |           | Commissaire du Roi, procureur fiscal du duché de Penthièvre, gendre de Guillaume Guyomar Bobony |

### De 1790 à 1944
| Période                                  | Période                   | Identité                            | Étiquette                | Qualité |
| ---------------------------------------- | ------------------------- | ----------------------------------- | ------------------------ | --- |
| 1790                                     | 1792                      | Pierre Guyomar                      | Modéré                   | Négociant en draps Député à la Convention nationale (1792 → 1795) |
| 1792                                     | 1795                      | Pierre Boulon                       | Montagnard               | Maire, révolutionnaire, républicain |
| Les données manquantes sont à compléter. |                           |                                     |                          | |
| septembre 1797                           | avril 1799                | Alexandre Marie Buhot de Launay     |                          | Officier de santé |
| Les données manquantes sont à compléter. |                           |                                     |                          | |
| août 1800                                | février 1801              | Yves Toussaint Buhot-Kersers        |                          | Négociant |
| Les données manquantes sont à compléter. |                           |                                     |                          | |
| 1813                                     | 1815                      | Pierre Guyomar                      | Modéré                   | Négociant en draps Ancien député à la Convention nationale (1792 → 1795) Ancien député au Conseil des Cinq-Cents (1795 → 1797) Ancien député au Conseil des Anciens (1798 → 1799) Conseiller général des Côtes-du-Nord (1800 → 1809) |
| Les données manquantes sont à compléter. |                           |                                     |                          | |
| 1830                                     | 1838                      | Baron Désiré Sauveur de La Chapelle | Majorité ministérielle   | Propriétaire Député des Côtes-du-Nord (1834 → 1839) Conseiller général de Guingamp (1833 → 1839) |
| 1838                                     | 1842                      | Louis Ollivier                      |                          | Juge, avoué Conseiller général de Guingamp (1842 → 1848) |
| Les données manquantes sont à compléter. |                           |                                     |                          | |
| 1848                                     | 1852                      | René de Botmiliau                   | Droite                   | Propriétaire terrien Député des Côtes-du-Nord (1849 → 1851) |
| Les données manquantes sont à compléter. |                           |                                     |                          | |
| 1871                                     | 1882                      | Louis Séverin Ollivier              |                          | Avocat |
| 1882                                     | juillet 1902 (décès)      | Yves Riou                           | Républicain progressiste | Avocat Conseiller municipal de Plouisy (1876 → 1882) Député des Côtes-du-Nord (1898 → 1902) Conseiller général de Guingamp (1886 → 1902) Vice-président du conseil général                                                           |
| Les données manquantes sont à compléter. |                           |                                     |                          | |
| mai 1904                                 | mai 1912                  | Jean Lorgeré                        | Rad.                     | Avoué au tribunal Conseiller général de Guingamp (1907 → 1919) Officier de la Légion d'honneur Réélu en 1908 |
| mai 1912                                 | août 1914                 | Henri Billot,                       | Conservateur             | Commerçant, officier retraité Conseiller municipal |
| août 1914                                | mai 1919                  | Émile Julienne                      |                          | Vendeur de tissu Premier adjoint au maire |
| mai 1919                                 | décembre 1919             | Paul Le Jamtel                      |                          | Négociant, maire honoraire |
| décembre 1919                            | mai 1922 (démission)      | Yves Salaün                         | Rad.                     | Conseiller général de Guingamp (1919 → 1922) |
| mai 1922                                 | octobre 1922              | Henri Cahierre,                     |                          | Avoué au tribunal Président de la délégation spéciale |
| octobre 1922                             | mai 1925                  | Louis Le Goffic,                    | URD                      | Négociant en grains Conseiller municipal Conseiller général de Guingamp (1922 → 1928) |
| mai 1925                                 | 15 mars 1941 (révocation) | André Lorgeré                       | Rad.soc.                 | Avocat Sous-secrétaire d'État à l'Éducation physique (1934) Député des Côtes-du-Nord (1928 → 1936) Conseiller général de Guingamp (1931 → 1940) Réélu en 1929 et 1935                                                                |
| 15 mars 1941                             | mars 1944 (démission)     | Paul Le Jamtel                      |                          | Négociant Nommé maire par le régime de Vichy |

### Depuis la Libération
| Période         | Période                     | Identité            | Étiquette        | Qualité |
| --------------- | --------------------------- | ------------------- | ---------------- | --- |
| mars 1944       | septembre 1944              | Henri Kerfant       | RGR              | Transporteur routier Conseiller municipal (1935 → ?) Deuxième adjoint au maire Chevalier de la Légion d'honneur |
| septembre 1944  | 19 mai 1945                 | Georges Le Cun      |                  | Radio-électricien, résistant Président du Comité local de la Résistance |
| 19 mai 1945     | octobre 1947                | Pierre Milon        | SFIO             | Avocat, bâtonnier de l'ordre des avocats des Côtes-du-Nord Adjoint au maire (1925 → 1935) |
| octobre 1947    | 31 juillet 1961 (démission) | Henri Kerfant       | RGR-UDSR         | Transporteur routier, vice-président de la CCI des Côtes-du-Nord Conseiller municipal (1935 → ?) Deuxième adjoint au maire [Quand ?] Chevalier de la Légion d'honneur Réélu en 1953 et 1959 |
| 31 juillet 1961 | 6 octobre 1961              | Délégation spéciale |                  | |
| 6 octobre 1961  | 25 mars 1977                | Édouard Ollivro     | CDP puis UDF-CDS | Écrivain, professeur d'histoire en lycée Conseiller municipal (1959 → 1961 et 1977 → 1982) Député des Côtes-du-Nord (4e circ.) (1967 → 1978) Réélu en 1965 et 1971 |
| 25 mars 1977    | 21 mars 1983                | François Leizour    | PCF              | Professeur de philosophie Député des Côtes-du-Nord (4e circ.) (1978 → 1981) Conseiller général de Guingamp (1951 → 1958 et 1964 → 1982) |
| 21 mars 1983    | 24 mars 1989                | Maurice Briand      | PS               | Avocat Adjoint au maire (1977 → 1983 et 1995 → 2008) Député des Côtes-du-Nord (4e circ.) (1981 → 1986 et 1988 → 1993) Conseiller régional de Bretagne (1986 → 1992) |
| 24 mars 1989    | 25 juin 1995                | Albert Lissillour   | RPR              | Vétérinaire retraité Conseiller municipal (1971 → 1989) |
| 25 juin 1995    | 14 mars 2008                | Noël Le Graët       | PS               | Président-directeur général et fondateur du Groupe Le Graët Président de l'En Avant de Guingamp (1972 → 1991 et 2002 → 2011) Président du Paris FC (2001 → 2003) Président de la Ligue nationale de football (1991 → 2000) 1er vice-président du district de Guingamp (1995 → 2001) Officier de la Légion d'honneur (31 décembre 2018) Réélu en 2001                                     |
| 14 mars 2008    | 4 avril 2014                | Annie Le Houérou    | PS-DVG           | Attachée d'administration centrale du ministère de l'Agriculture Conseillère municipale (2001 → ) Députée des Côtes-d'Armor (4e circ.) (2012 → 2017) Sénatrice des Côtes-d'Armor (2020 → ) Conseillère générale de Guingamp (2005 → 2012) 2e vice-présidente du District de Guingamp (2001 → 2002) Présidente de la CC de Guingamp (2002 → 2008)                                         |
| 4 avril 2014    | En cours (au 25 mai 2020)   | Philippe Le Goff    | PS               | Professeur d'éducation physique et sportive Conseiller municipal (2008 → ) Adjoint au maire chargé des sports (2008 → 2009) Premier adjoint au maire (2009 → 2014) 7e vice-président de Guingamp Communauté (2014 → 2016) 3e vice-président de Guingamp-Paimpol Agglomération (2017 → 2020) 2e vice-président de Guingamp-Paimpol Agglomération (2020 → ) Réélu pour le mandat 2020-2026 |

## Conseil municipal actuel
Les 29 sièges composant le conseil municipal de Guingamp ont été pourvus le 15 mars 2020 lors du premier tour de scrutin. Actuellement, il est réparti comme suit : 

## Résultats des élections municipales

### Élection municipale de 2020
|                                     | Philippe Le Goff * | PS-UDB         | 1 172 | 70,01  | 26 | 7 |
| Guingamp avance                     |                    |                | 1 172 | 70,01  | 26 | 7 |
|                                     | Pierre Pasquiou    | UDI-LREM-DVD   | 313   | 18,69  | 2  | 0 |
| Guingamp, ma ville                  |                    |                | 313   | 18,69  | 2  | 0 |
|                                     | Gael Roblin        | Breizhistance  | 189   | 11,29  | 1  | 0 |
| Guingamp en commun - Kumun Gwengamp |                    |                | 189   | 11,29  | 1  | 0 |
|                                     |                    |                |       |        |    |   |
| Inscrits                            | Inscrits           | Inscrits       | 4 308 | 100,00 |    |   |
| Abstentions                         | Abstentions        | Abstentions    | 2 604 | 60,45  |    |   |
| Votants                             | Votants            | Votants        | 1 704 | 39,55  |    |   |
| Blancs et nuls                      | Blancs et nuls     | Blancs et nuls | 30    | 1,76   |    |   |
| Exprimés                            | Exprimés           | Exprimés       | 1 674 | 98,24  |    |   |
| * Liste du maire sortant            |                    |                |       |        |    |   |

### Élection municipale de 2014
| Tête de liste                                      | Tête de liste    | Liste          | Premier tour | Premier tour | Second tour | Second tour | Sièges | Sièges |
| Tête de liste                                      | Tête de liste    | Liste          | Voix         | %            | Voix        | %           | CM     | CC     |
| -------------------------------------------------- | ---------------- | -------------- | ------------ | ------------ | ----------- | ----------- | ------ | ------ |
|                                                    | Philippe Le Goff | PS-UDB         | 1 060        | 43,41        | 1 103       | 43,98       | 21     | 8      |
| Guingamp, construisons l'avenir - Savomp an dazont |                  |                | 1 060        | 43,41        | 1 103       | 43,98       | 21     | 8      |
|                                                    | Yannick Kerlogot | DVG            | 735          | 30,10        | 849         | 33,85       | 5      | 2      |
| Guingamp autrement - Gwengamp ‘mod-all             |                  |                | 735          | 30,10        | 849         | 33,85       | 5      | 2      |
|                                                    | Pierre Pasquiou  | UDI            | 647          | 26,49        | 556         | 22,17       | 3      | 1      |
| Guingamp ensemble                                  |                  |                | 647          | 26,49        | 556         | 22,17       | 3      | 1      |
|                                                    |                  |                |              |              |             |             |        |        |
| Inscrits                                           | Inscrits         | Inscrits       | 4 380        | 100,00       | 4 380       | 100,00      |        |        |
| Abstentions                                        | Abstentions      | Abstentions    | 1 849        | 42,21        | 1 813       | 41,39       |        |        |
| Votants                                            | Votants          | Votants        | 2 531        | 57,79        | 2 567       | 58,61       |        |        |
| Blancs et nuls                                     | Blancs et nuls   | Blancs et nuls | 89           | 3,52         | 59          | 2,30        |        |        |
| Exprimés                                           | Exprimés         | Exprimés       | 2 442        | 96,48        | 2 508       | 97,70       |        |        |

### Élection municipale de 2008
|                                   | Annie Le Houérou | PS-PCF-Verts-PRG-UDB | 1 690 | 59,36  | 23 |  |  |  |
| Guingamp, partageons notre avenir |                  |                      | 1 690 | 59,36  | 23 |  |  |  |
|                                   | Pierre Pasquiou  | UMP-DVD              | 1 157 | 40,64  | 6  |  |  |  |
| Guingamp ensemble                 |                  |                      | 1 157 | 40,64  | 6  |  |  |  |
|                                   |                  |                      |       |        |    |  |  |  |
| Inscrits                          | Inscrits         | Inscrits             | 4 738 | 100,00 |    |  |  |  |
| Abstentions                       | Abstentions      | Abstentions          | 1 736 | 36,64  |    |  |  |  |
| Votants                           | Votants          | Votants              | 3 002 | 63,36  |    |  |  |  |
| Blancs ou nuls                    | Blancs ou nuls   | Blancs ou nuls       | 155   | 5,16   |    |  |  |  |
| Exprimés                          | Exprimés         | Exprimés             | 2 847 | 94,84  |    |  |  |  |

### Élection municipale de 2001
| Tête de liste                | Tête de liste       | Liste          | Premier tour | Premier tour | Second tour | Second tour | Sièges | Sièges |
| Tête de liste                | Tête de liste       | Liste          | Voix         | %            | Voix        | %           | CM     |        |
| ---------------------------- | ------------------- | -------------- | ------------ | ------------ | ----------- | ----------- | ------ | ------ |
|                              | Noël Le Graët *     | PS-PCF-LV      | 1 525        | 49,90        | 1 597       | 50,88       | 22     |        |
| Guingamp avance              |                     |                | 1 525        | 49,90        | 1 597       | 50,88       | 22     |        |
|                              | Bertrand Bouédec    | DVD            | 1 112        | 36,39        | 1 233       | 39,28       | 6      |        |
| Avec et pour les Guingampais |                     |                | 1 112        | 36,39        | 1 233       | 39,28       | 6      |        |
|                              | Mona Bras-Caillarec | UDB-DVG        | 419          | 13,71        | 309         | 9,84        | 1      |        |
| Ensemble à gauche            |                     |                | 419          | 13,71        | 309         | 9,84        | 1      |        |
|                              |                     |                |              |              |             |             |        |        |
| Inscrits                     | Inscrits            | Inscrits       | 4 835        | 100,00       | 4 831       | 100,00      |        |        |
| Abstentions                  | Abstentions         | Abstentions    | 1 624        | 33,59        | 1 597       | 33,06       |        |        |
| Votants                      | Votants             | Votants        | 3 211        | 66,41        | 3 234       | 66,94       |        |        |
| Blancs et nuls               | Blancs et nuls      | Blancs et nuls | 155          | 4,83         | 95          | 2,94        |        |        |
| Exprimés                     | Exprimés            | Exprimés       | 3 056        | 95,17        | 3 139       | 97,06       |        |        |
| * Liste du maire sortant     |                     |                |              |              |             |             |        |        |

### Élection municipale de 1995
| Tête de liste                                   | Tête de liste       | Liste          | Premier tour | Premier tour | Second tour | Second tour | Sièges | Sièges |
| Tête de liste                                   | Tête de liste       | Liste          | Voix         | %            | Voix        | %           | CM     |        |
| ----------------------------------------------- | ------------------- | -------------- | ------------ | ------------ | ----------- | ----------- | ------ | ------ |
|                                                 | Noël Le Graët       | DVG (sout. PS) | -            | 40,87        | 1 917       | 50,86       | 22     |        |
| Vivre ici avec et pour les Guingampais          |                     |                | -            | 40,87        | 1 917       | 50,86       | 22     |        |
|                                                 | Albert Lissillour * | RPR            | -            | 39,89        | 1 852       | 49,14       | 7      |        |
| Guingamp avant tout                             |                     |                | -            | 39,89        | 1 852       | 49,14       | 7      |        |
|                                                 | Gilles Crabouillet  | PCF            | -            | 13,78        |             |             |        |        |
| Avec et pour les Guingampais, à gauche vraiment |                     |                | -            | 13,78        |             |             |        |        |
|                                                 | Hervé Le Bec        | Emgann-LV      | -            | 5,53         |             |             |        |        |
| Gwengamp mod all - Agir autrement pour Guingamp |                     |                | -            | 5,53         |             |             |        |        |
|                                                 |                     |                |              |              |             |             |        |        |
| Inscrits                                        | Inscrits            | Inscrits       | -            | 100,00       | 5 282       | 100,00      |        |        |
| Abstentions                                     | Abstentions         | Abstentions    | -            | 28,50        | 1 361       | 25,77       |        |        |
| Votants                                         | Votants             | Votants        | -            | 71,50        | 3 921       | 74,23       |        |        |
| Blancs ou nuls                                  | Blancs ou nuls      | Blancs ou nuls | -            | -            | 152         | 3,88        |        |        |
| Exprimés                                        | Exprimés            | Exprimés       | -            | -            | 3 769       | 96,12       |        |        |
| * Liste du maire sortant                        |                     |                |              |              |             |             |        |        |

### Élection municipale de 1989
| Tête de liste            | Tête de liste     | Liste          | Premier tour | Premier tour | Second tour | Second tour | Sièges | Sièges |
| Tête de liste            | Tête de liste     | Liste          | Voix         | %            | Voix        | %           | CM     |        |
| ------------------------ | ----------------- | -------------- | ------------ | ------------ | ----------- | ----------- | ------ | ------ |
|                          | Albert Lissillour | RPR-UDF        | 1 853        | 49,53        | -           | -           | -      |        |
| Liste Albert Lissillour  |                   |                | 1 853        | 49,53        | -           | -           | -      |        |
|                          | Maurice Briand *  | PS-PCF         | 1 533        | 40,98        | -           | -           | -      |        |
| Liste Maurice Briand     |                   |                | 1 533        | 40,98        | -           | -           | -      |        |
|                          | Hervé Le Bec      | REG            | 355          | 9,49         | -           | -           | -      |        |
| Liste bretonne           |                   |                | 355          | 9,49         | -           | -           | -      |        |
|                          |                   |                |              |              |             |             |        |        |
| Inscrits                 | Inscrits          | Inscrits       | 5 404        | 100,00       | -           | 100,00      |        |        |
| Abstentions              | Abstentions       | Abstentions    | 1 503        | 27,81        | -           | -           |        |        |
| Votants                  | Votants           | Votants        | 3 901        | 72,19        | -           | -           |        |        |
| Blancs et nuls           | Blancs et nuls    | Blancs et nuls | 160          | 2,96         | -           | -           |        |        |
| Exprimés                 | Exprimés          | Exprimés       | 3 741        | 69,23        | -           | -           |        |        |
| * Liste du maire sortant |                   |                |              |              |             |             |        |        |

### Élection municipale de 1983
| Tête de liste                                                   | Tête de liste      | Liste          | Premier tour | Premier tour | Second tour | Second tour | Sièges  | Sièges |
| Tête de liste                                                   | Tête de liste      | Liste          | Voix         | %            | Voix        | %           | CM      |        |
| --------------------------------------------------------------- | ------------------ | -------------- | ------------ | ------------ | ----------- | ----------- | ------- | ------ |
|                                                                 | Pierre Pasquiou    | UDF-PR         | 2 104        | 45,17        | 2 360       | 49,23       | 7       |        |
| Union et action pour Guingamp                                   |                    |                | 2 104        | 45,17        | 2 360       | 49,23       | 7       |        |
|                                                                 | Maurice Briand     | PS-PSU         | 1 321        | 28,36        | 2 434       | 50,77       | 22      |        |
| Entente pour une majorité de gauche                             |                    |                | 1 321        | 28,36        | 2 434       | 50,77       | 22      |        |
|                                                                 | François Leizour * | PCF            | 1 007        | 21,62        | Retrait     | Retrait     | Retrait |        |
| Liste rassemblée autour du maire sortant et soutenue par le PCF |                    |                | 1 007        | 21,62        | Retrait     | Retrait     | Retrait |        |
|                                                                 | Jean-Claude Gimet  | UDB-ECO        | 226          | 4,85         |             |             |         |        |
| Vivre à Guingamp, liste ouverte de gauche                       |                    |                | 226          | 4,85         |             |             |         |        |
|                                                                 |                    |                |              |              |             |             |         |        |
| Inscrits                                                        | Inscrits           | Inscrits       | 5 922        | 100,00       | 5 915       | 100,00      |         |        |
| Abstentions                                                     | Abstentions        | Abstentions    | 1 163        | 19,64        | 1 023       | 17,29       |         |        |
| Votants                                                         | Votants            | Votants        | 4 759        | 80,36        | 4 892       | 82,70       |         |        |
| Blancs et nuls                                                  | Blancs et nuls     | Blancs et nuls | 101          | 1,70         | 98          | 1,66        |         |        |
| Exprimés                                                        | Exprimés           | Exprimés       | 4 658        | 78,65        | 4 794       | 81,05       |         |        |
| * Liste du maire sortant                                        |                    |                |              |              |             |             |         |        |

### Élection municipale de 1977
| Tête de liste                                     | Tête de liste     | Liste       | Premier tour | Premier tour | Second tour | Second tour | Sièges | Sièges |
| Tête de liste                                     | Tête de liste     | Liste       | Voix         | %            | Voix        | %           | CM     | CM     |
| ------------------------------------------------- | ----------------- | ----------- | ------------ | ------------ | ----------- | ----------- | ------ | ------ |
|                                                   | Édouard Ollivro * | CDS-Mod.    | 2 440        | 50,12        | 2 460       | 48,76       | 6      | 0      |
| Liste d'expansion économique et de progrès social |                   |             | 2 440        | 50,12        | 2 460       | 48,76       | 6      | 0      |
|                                                   | François Leizour  | PCF-PS-DVG  | 2 428        | 49,88        | 2 585       | 51,24       | 5      | 12     |
| Liste d'union de la gauche                        |                   |             | 2 428        | 49,88        | 2 585       | 51,24       | 5      | 12     |
|                                                   |                   |             |              |              |             |             |        |        |
| Inscrits                                          | Inscrits          | Inscrits    | 6 130        | 100,00       | 6 130       | 100,00      |        |        |
| Abstentions                                       | Abstentions       | Abstentions | -            | -            | 972         | 15,86       |        |        |
| Votants                                           | Votants           | Votants     | -            | -            | 5 158       | 84,14       |        |        |
| Nuls                                              | Nuls              | Nuls        | -            | -            | 53          | 0,86        |        |        |
| Exprimés                                          | Exprimés          | Exprimés    | -            | -            | 5 105       | 83,28       |        |        |
| * Liste du maire sortant                          |                   |             |              |              |             |             |        |        |